# Ostfriesland-Wanderweg
Ostfriesland-Wanderweg ist der Name eines regionalen Wanderwegs des Wiehengebirgsverbandes Weser-Ems. Er ist mit einer Länge von rund 97 Kilometern der längste und älteste Wanderweg Ostfrieslands. Der Schwierigkeitsgrad des Weges ist leicht, da kaum Steigung zu bewältigen ist. Insgesamt bewältigen Wanderer auf der auf vier bis fünf Tagesmärsche angelegten Strecke einen Höhenunterschied von 12 Metern.
Der Wanderweg verläuft in Teilen auf der Strecke der ehemaligen Kleinbahn Leer–Aurich–Wittmund und ist ein Teilstück des Europäischen Fernwanderweges E9. Diese wurde am 31. Dezember 1969 stillgelegt. In den folgenden Jahren wurden die Gleisanlagen entfernt. Die ehemalige Trasse wurde Ende der 1970er Jahre als Ostfrieslandwanderweg ausgebaut, auf dem alljährlich der Ossiloop, ein Volkslauf, ausgetragen wird. Der Weg ist ausgeschildert und mit einem weißen „O“ auf schwarzem Grund markiert.

## Verlauf
Der Ostfriesland-Wanderweg ist insgesamt 97 km lang. Er führt vom Zentrum Rhauderfehn über Ihrhove nach Leer. Von dort geht es über Hesel, Großefehn und Holtrop nach Aurich. Dieser 41 Kilometer lange Abschnitt ist zudem Teil des Europäischen Fernwanderwegs E9. Ab Aurich verläuft der Weg 29 Kilometer auf der Trasse der ehemaligen Kleinbahnstrecke über Esens bis in das unmittelbar an der Küste gelegene Bensersiel. Dort endet er am Fährhafen nach Langeoog direkt an der Nordsee am Bürgermeister-Rieken-Platz.
Spaziergänger durchqueren auf der alten Kleinbahntrasse, die heute wie eine doppelte Wallhecke aussieht, alle Landschaftsformen des ostfriesischen Festlandes, also die Emsmarsch, die angrenzenden Hochmoore, die Geest mit ihren Wäldern und Wallhecken sowie die Seemarschen an der Nordsee.

## Skulpturen am Wanderweg
Im Auricher Stadtteil Sandhorst kreuzt der Weg den Ostfriesland-Äquator. Die Kreisvolkshochschule Aurich stellte im Rahmen eines Jugendprojekts ein Tor auf .
Entlang des Weges stehen 24 Scheuerpfahl-Skulpturen, die von Künstlern aus Norddeutschland und den Niederlanden in den Monaten Mai bis November 2011 erschaffen wurden. Die Idee dazu hatte der ehemalige Leiter der Berufsbildenden Schulen Aurich, Gerd Neumann. Scheuerpfähle werden aufgestellt, um die Weidebegrenzungen vor Beschädigungen durch das Vieh zu schützen, da dieses sich in Ermangelung anderer Möglichkeiten, etwa Bäumen, an diesen reiben und sie dabei umknicken könnte. Statt an diesen können sich Rinder und Pferde an den Pfählen auf der Wiese kratzen. Für das Aussehen und die Position von Scheuerpfählen gibt es keine Vorschriften und sie bedürfen auch keiner Genehmigung.